# Lehrgeschwader Greifswald
Навчально-бойова змішана ескадра «Грайфсвальд» (нім. Lehrgeschwader Greifswald, LG Greifswald) — навчально-бойова змішана ескадра Люфтваффе, що об'єднувала групи денних і нічних винищувачів та бомбардувальників різних типів напередодні Другої світової війни.

## Історія
Навчально-бойова змішана ескадра «Грайфсвальд» заснована 1 жовтня 1936 року на основі штабу KG 152 у Грайфсвальді. 1 листопада 1938 року ескадра перейменована на 1-шу навчально-бойову змішану ескадру (нім. Lehrgeschwader 1).

## Командування

### Командир
- майор Ганс Єшоннек (нім. Hans Jeschonnek) (1 жовтня 1936 — 1 жовтня 1937).
- оберст, доктор Роберт Кнаусс (нім. Robert Knauss) (1 жовтня 1937 — 1 листопада 1938).